# 范怡文
范怡文 （1963年8月27日—），出生於台北市，台灣女歌手。1986年發行第一張專輯，出道五年內共發行七張專輯，暢銷金曲包括「塵封已久的回憶」、「夜那樣深」、「一生情一生還」、「你是我前世的知己」、「很難該說什麼」等，其中和張清芳一起合唱的「這些日子以來」更是成為當時台灣各大餐廳、PUB、卡拉OK的熱門金曲。曾創立個人流行服飾品牌BIANCO。

## 生平

### 早年生活
3歲便立志當歌手，最享受在週末當父母親的朋友到家裡聚會時，穿上媽媽的高跟鞋在眾人面前表演唱歌跳舞，每當表演完後大家拍手叫好范怡文就覺得開心滿足，因此告訴自己：「長大後一定要當歌星」。求學階段是校內歌唱比賽的常客，經常接受表揚甚至得獎，高中開始常到Live house聽歌，一次因女主唱請假，范怡文自薦上台表演，因此結識經紀人Billy，從此開啟了在Pub的駐唱生涯。

### 事業經歷
范怡文考上文化大學俄文系後開始跑場駐唱，大四報名電視「大學城」歌唱比賽落敗，但受到大學城製作人陳光陸的賞識，出了〈這些日子以來〉的單曲並收錄在《大學城創作歌謠》合輯中。范怡文因此得到點將唱片老闆桂鳴玉欣賞，和她簽約並安排她與張清芳合唱〈這些日子以來〉，結果一炮而紅，與張清芳受邀跑遍全台灣各大校園演出。范怡文在1986年出了首張個人專輯《夜那樣深》，唱片大賣，電視台通告接不停，五年內出了6張國語和1張英文專輯，但演藝的工作往往在後台等待的時間多過於上台的時間，讓范怡文決定在五年合約期滿後投入另一項興趣時尚業，自創女裝品牌。

范怡文1988年創立了BIANCO品牌，但前7年賠上2棟房子，第8年開始才轉虧為盈，在台灣擁有20多家直營店及200家經銷通路。1999年BIANCO品牌前進大陸，全盛期接近200多家店，但卻在2006年遭姐姐奪走經營權。
在結束了長達八年的官司纏訟後，范怡文回到台灣重新出發，2011年跟兩位好朋友組成「Woman Woman」女子合唱團出專輯，並在ATT4Fun開演唱會。2013年陪女兒到洛杉磯念書，在美國住了4年後回台灣定居並受邀參加「青春旋律」演唱會。
2019年舉辦「獻給您的歌」演唱會，宣告復出。2021年3月4號在媒體棧國際行銷公司老闆的支持下舉辦「這些日子以來的范怡文」線上直播演唱會。2021年12月15號和林芯儀、劉品言一同舉行「似曾相識」西洋經典歌曲演唱會。

## 專輯
| 專輯名稱         | 唱片公司     | 發行年份 | 曲目 |
| ---------------- | ------------ | -------- | --- |
| 夜那樣深         | 點將唱片     | 1986     | 1.夜那樣深 2.最後舞曲 3.愛情到底是什麼 4.兩個人的故事 5.我給你的愛 6.一生情一生還 7.說愛 8.空集合 9.午夜的寂寞 10.夜那樣深music                                                                                             |
| 你是我前世的知己 | 點將唱片     | 1987     | 1.你是我前世的知己 2.花落總有花開時 3.海之戀 4.當只有我一個人 5.相思難防 6.沙鷗與男孩 7.海孤獨 8.你知道就好 9.虛度多少青春 10.不醉                                                                                          |
| 很難該說什麼     | 點將唱片     | 1987     | 1.很難該說什麼 2.看我非我 3.再點燃你的心 4.流浪者的獨白 5.也許你根本不懂 6.這人間 7.唯一的定律 8.你是我無緣的等待 9.水之淚 10.隱隱刺痛                                                                                      |
| 無情的夜         | 點將唱片     | 1988     | 1.無情的夜 2.一定要這樣嗎 3.是不是真的 4.一切都不在話下 5.如果感覺像是一場夢 6.流浪的心 7.記得你記得我 8.無色彩主張 9.僅限於此的愛 10.無悲亦無歡                                                                            |
| 范怡文精選集     | 點將唱片     | 1988     | 1.很難該說什麼 2.你是我前世的知己 3.花落總有花開時 4.夜那樣深 5.一生情一生還 6.最後舞曲 7.沙鷗與男孩 8.塵封已久的回憶 9.海孤獨 10.說愛 11.兩個人的故事 12.看我非我 13.這人間 14.這些日子以來                                |
| Suddenly         | 點將唱片     | 1989     | 1. You've got a friend 2. Suddenly 3. I'll be over you 4. If the love fits wear it 5. He ain't heavy. He’s my brother 6. Nikita 7. Holding back the years 8. Time in a bottle 9. This masquerade 10. Something in your eyes |
| 惹情拈愛         | 點將唱片     | 1990     | 1.偶而偶而才愛 2.舊傷新情 3.預感 4.夜碼頭的樂手 5.再愛你 6.變遷的你的我 7.每一顆跳動的心 8.給愛人你 9.那一段恍惚歲月 10.與愛何處相見                                                                                        |
| 記得用力愛自己   | 擎天唱片     | 2005     | 1.男人說女人說 2.隨心所欲 3.Lady's Day 4.The Girl From Ipanema 5.牆 6.拯救公主 7.Gin Tonic 8.男孩和女人 9.孤獨不可恥 10.女人花                                                                                              |
| 勇敢幸福         | 喜瑪拉雅唱片 | 2009     | 1.愛不執著 2.勇敢幸福 3.巴黎的憂鬱 4.茉莉花開 5.尋找圓舞曲 6.回憶 7.秘密 8.再一次微笑 9.忘了算了 10.一生情一生還 |
| 說，你愛我       | 媒體棧       | 2012     | 1.說‧你愛我 2.為愛癡狂 3.特別的愛給特別的你 |